# Claoxylon angustifolium
Claoxylon angustifolium är en törelväxtart som beskrevs av Johannes Müller Argoviensis. Claoxylon angustifolium ingår i släktet Claoxylon och familjen törelväxter. Inga underarter finns listade i Catalogue of Life.